# Хенсарлинг, Джеб
Томас Джеб Хенсарлинг (англ. Thomas Jeb Hensarling; род. 29 мая 1957, Стивенвилл, Техас) — американский политик, представляющий Республиканскую партию. Член Палаты представителей США от 5-го избирательного округа Техаса (2003 — 2019).

## Биография
Учился в Техасском университете A&M, где в 1979 году получил степень бакалавра экономики, а в 1982 году получил степень доктора права Техасском университете в Остине. До избрания в Конгресс Хенсарлинг работал на сенатора от Техаса Филипа Грэмма, затем занимал пост исполнительного директора Республиканского сенатского комитета (1991–1993), после чего решил заняться бизнесом.
В 2002 году был избран в Палату представителей США от 5-го избирательного округа Техаса, победив своего демократического оппонента Рона Чепмена и набрав 58% голосов. В 2004 году был переизбран с 64% голосов. 
В 2008 году рассмаптивался как возможный Председатель Конференции республиканцев в Палате представителей США, но отказался, поддержав своего давнего друга Майка Пенса. В 2010 году Пенс покинул данный пост для избрания губернатором Индианы, а Хенсарлинг стал его преемником. После выборов 2012 года возглавил Комитет по финансовым услугам в Палате представителей США.